# Мануляк Михайло Григорович
Михайло Мануляк (нар. 30 грудня 1940, Львів) — український композитор, аранжувальник, музичний виконавець. Засновник і перший керівник ВІА «Ватра».

## Життєпис
Народився у Львові. Спочатку навчався як акордеоніст, але захопившись джазом почав шукати себе як виконавець на різних інструментах (клавішні, орган, вібрафон), ставши джазменом-мультиінструменталістом. Працював у Мінській (соліст акордеоніст) та Львівській філармоніях.
1971 року створив при Львівській філармонії вокально-інструментальний ансамбль «Ватра». Репертуар ансамблю складався майже винятково з авторських україномовних пісень та сучасних обробок українських народних пісень. Левова частка репертуару ансамблю належала авторству її керівника Михайла Мануляка. Основним стильовим напрямком були джаз-рок та фольк-джаз-рок (композиції «Танець жаги», «Ватровий дим», «Ой чий то кінь»). ВІА «Ватра» під проводом Михайла Мануляка належала до піонерів джаз-року в Україні.
Після тріумфальних гастролей 1971 року майже по цілому Радянському Союзу КДБ звернув пильну увагу на особу Михайла Мануляка як небезпечного ворога режиму. Намаганням змусити Михайла Мануляка відійти від репертуарної політики, спрямованої на розвиток сучасних течій української музики, зазнали невдачі і після відмови останнього співпрацювати з органами і йти на поступки його усувають від керівництва ВІА «Ватра» та звільняють з філармонії. На захист Михайла Мануляка з відкритим листом виступила львівська інтелегенція. Серед тих, хто підписав лист, були Ігор та Ірина Калинці, Стефанія Шабатура, Модест Новицький та ін. Але на той час більшість підписантів листа вже перебували під слідством КДБ як «буржуазні націоналісти» і невдовзі поповнили лави політв'язнів. Михайло Мануляк теж потрапив під жорстоке переслідування КДБ і змушений був відійти від активної композиторської та виконавської діяльності.
У 1980-1990-х в основному пише музику до театру. 1990 року Михайло Мануляк разом з композитором Романом Хабалем створили першу українську дитячу рок-оперу «Чарівна шабля».
Живе і працює у Львові.

## Джерело
- Офіційна іменка композитора